# Azam FC
Der Azam Football Club ist ein Fußballverein aus Daressalaam, der in der tansanischen Premier League spielt.

## Geschichte
Azam FC wurde am 24. Juni 2007 in der Hauptstadt Daressalaam gegründet. In der Saison 2008/09 stieg der Verein in die erste Liga auf und 2011/12 gelang es, den zweiten Platz in der Liga zu belegen und sich damit erstmalig für ein internationales Turnier, den CAF Confederation Cup 2013, zu qualifizieren.
In der Saison 2013/14 wurde Azam FC erstmalig Meister und erreichte dadurch erstmals die CAF Champions League.

## Erfolge
- Tansanischer Meister: 2013/14

- Tansanischer Pokalsieger: 2019
- Tansanischer Pokalfinalist: 2015/16, 2022/23, 2023/24

- CECAFA Club Cup: 2014, 2018

- Mapinduzi Cup: 2012, 2013, 2017, 2018, 2019

## Stadion
Der Verein trägt seine Heimspiele im Chamazi Stadium in Mbagala aus. Das Stadion hat ein Fassungsvermögen von 10.000 Personen.

## Trainer
| Trainer             | Nation             | von               | bis               |
| ------------------- | ------------------ | ----------------- | ----------------- |
| Stewart Hall        | England            | 1. Juli 2010      | 30. Juni 2012     |
| Boris Bunjak        | Serbien            | 8. August 2012    | 30. Dezember 2012 |
| Aristica Cioaba     | Rumänien           | 11. Januar 2017   | 26. November 2020 |
| Hans van der Pluijm | Niederlande Ghana  | 1. Juli 2018      | 20. Februar 2019  |
| George Lwandamina   | Sambia             | 3. Dezember 2020  | 30. Juni 2021     |
| Abdihamid Moallin   | Vereinigte Staaten | 1. Juli 2021      | 31. August 2022   |
| Denis Lavagne       | Frankreich         | 8. September 2022 | 22. Oktober 2022  |
| Bruno Ferry         | Frankreich         | 5. Juli 2023      |                   |

## Statistik in den CAF-Wettbewerben
| Wettbewerb                 | Runde        | Gegner                       | Hinspiel | Rückspiel |  |
| -------------------------- | ------------ | ---------------------------- | -------- | --------- |  |
|                            |              |                              |          |           |  |
| CAF Confederation Cup 2013 | Vorrunde     | El Nasir FC                  | 3:1 (H)  | 5:0 (A)   |  |
| CAF Confederation Cup 2013 | Erste Runde  | Barrack Young Controllers FC | 2:1 (A)  | 0:0 (H)   |  |
| CAF Confederation Cup 2013 | Zweite Runde | FAR Rabat                    | 0:0 (H)  | 2:1 (A)   |  |
| CAF Champions League 2015  | Vorrunde     | al-Merreikh Omdurman         | 2:0 (H)  | 0:3 (A)   |  |